# Лівезь (комуна, Вилча)
Лівезь, Лівезі (рум. Livezi) — комуна у повіті Вилча в Румунії. До складу комуни входять такі села (дані про населення за 2002 рік):
- Лівезь (393 особи)
- Переушань (268 осіб)
- Пириєній-де-Жос (543 особи)
- Пириєній-де-Міжлок (383 особи)
- Пириєній-де-Сус (363 особи)
- Плешою (292 особи)
- Тіна (387 осіб)

Комуна розташована на відстані 185 км на захід від Бухареста, 52 км на південний захід від Римніку-Вилчі, 57 км на північ від Крайови.

## Населення
За даними перепису населення 2002 року у комуні проживали 2629 осіб.
Національний склад населення комуни:
| Національність | Кількість осіб | Відсоток |
| -------------- | -------------- | -------- |
| румуни         | 2628           | > 99,9%  |
| угорці         | 1              | < 0,1%   |

Рідною мовою назвали:
| Мова      | Кількість осіб | Відсоток |
| --------- | -------------- | -------- |
| румунська | 2628           | > 99,9%  |
| угорська  | 1              | < 0,1%   |

Склад населення комуни за віросповіданням:
| Релігія       | Кількість осіб | Відсоток |
| ------------- | -------------- | -------- |
| православні   | 2621           | 99,7%    |
| п'ятдесятники | 5              | 0,2%     |
| римо-католики | 2              | 0,1%     |
| адвентисти    | 1              | < 0,1%   |

## Зовнішні посилання
- Дані про комуну Лівезь на сайті Ghidul Primăriilor